# Афаносово (Псковська область)
Афаносово (рос. Афаносово) — присілок в Гдовському районі Псковської області Російської Федерації.
Населення становить 7 осіб. Входить до складу муніципального утворення Черньовська волость.

## Історія
Від 2005 року входить до складу муніципального утворення Черньовська волость.

## Населення
| 2001 | 2002 | 2010 |
| ---- | ---- | ---- |
| 6    | ↗13  | ↘7   |